# ファイナル・スコア
『ファイナル・スコア』（Final Score）は、2018年のイギリス・アメリカ合衆国のアクション映画。監督はスコット・マン、出演はデイヴ・バウティスタ、レイ・スティーヴンソン、ピアース・ブロスナンなど。サッカースタジアムを占拠したテロリストと元海兵隊員との戦いを描く。

## ストーリー
ディミトリとアルカディのベラフ兄弟は、独立のためにロシアのサコビヤ州で革命運動を指導面と武装闘争面の両方で率いていた。しかし、最終的に空爆でディミトリが殺害され、アルカディが捕らえられたことで革命闘争は終息へとつながっていく。17年後、アルカディと彼の部下は、ディミトリが自らの死を偽装したと察知し、彼がロンドンのどこに隠れているかを知るために男を拷問する。
一方、ロンドンでは、元米海軍Navy SEALsのマイケル・ノックスが戦死した戦友の家を訪れる。アフガニスタンで同じ部隊だった戦友とは、まるで実の兄弟のように過ごしていたが、最後の任務で彼を戦死させてしまう。そのことを後悔するマイケルは、贖罪のためであるかのように、何度も彼の家族のもとを訪ねるのだった。マイケルは戦友の娘であるダニーを実の姪のように可愛がるが、ダニーは非行的な行動を繰り返しているため、母親との関係がうまくいっておらず、外出禁止令が出されている状態であった。マイケルはなんとか状況を修正し、ダニーの母親から彼女をフットボール（サッカー）の試合に連れて行く許可を引き出す。
ウェスト・ハムスタジアムに到着したダニーは、父親の死に対する自らの気持ちをマイケルに話す。その後、ダニーの要望によりマイケルがホットドッグを買いにその場を離れている間に、スタジアムの入り口で偶然会った男の子からメッセージを受け取った彼女は、マイケルに不満をぶつけたことで雰囲気が悪くなったことやその男の子に好意を寄せていることもあり、彼の席へ移動することにする。その間、密かにスタジアムに潜伏していたアルカディと彼の部下たちは、制御室を占拠し、スタジアム全体の封鎖を開始する。アルカディは、制御室にて警備を監督するトンプソン警視に、家族を人質にしていると脅すことで協力するように強いる。その後、アルカディは、スタジアム外へ通信が行われないように、部下に周囲の通信基地局を爆破させる。ダニーが席にいないことに気付いたマイケルは、警備員のファイザル・カーンに助けを求める。心配なら制御室で監視カメラの映像を見せてもらえばいいと案内しつつも、制御室からの返答がないため、ファイザルはしぶしぶマイケルを制御室へと連れて行くことになる。途中、彼らはエレベーター前で警備員を装ったアルカディの部下の1人に遭遇し、一度は制御室への案内を拒否されるものの無理やり案内させることにする。エレベーター内でファイザルが警備員が知り合いのIDカードを所持していることに気付いたことから、警備員が彼らを攻撃するも、マイケルがなんとか彼を倒す。不穏な状況を察知したマイケルは、倒した警備員の死体をトイレに隠し、彼のカバンからC-4爆発物を発見する。その後、彼らはトランシーバーを改造し、警察無線に繋げることで警察と連絡を取ることに成功する。通報により、ロンドン警視庁のダニエル・スティード警視総監へ武装集団がスタジアムに潜入したことが伝えられるも、警備主任のトンプソン警視への連絡で問題がないと返答されたため、マイケルからの通報はいたずらであると判断される。制御室では、警察からの連絡を不審に思ったアルカディが部下たちの点呼を取り、アンドレイが行方不明だと判明する。アンドレイを捜索させ、その死体を発見すると、彼が持っていたIDカードの使用履歴を追跡させることで、アンドレイを殺したマイケルたちを発見する。厨房に追い込み、始末させるためにヴラドとアントンを送り込むも、2人はマイケルによって撃退される。その後、マイケルは警察に事態を信じてもらうためにアントンの死体をバルコニーから外へ投げ捨てることで、緊急事態を警察に知らせる。
警察が集まる状況を確認したアルカディと部下たちはスタジアム内のニューススタジオに押し入り、TVクルーを射殺した。また、レポーターに銃を突きつけて声明を読ませ、ディミトリの居場所を要求し、さもないとスタジアムを爆破すると告げる。レポーターが声明を読み終えると同時に、アルカディはテレビで生中継中にそのレポーター、そして他の2人の解説者を射殺する。それを見ていたダニーの母親は、スタジアムへと急ぐ。スティード警視総監はディミトリはすでに死んでいることしか知らなかったが、上層部から派遣されたチョー捜査官からの説明によりディミトリがロシアから逃亡し、整形手術を受け、ロンドンで恩赦を与えられたと知る。チョー捜査官は、ディミトリをアルカディに渡すと、ロシアのサコビヤ州が再び混乱状態に陥り、その混乱状態が周辺へと波及することで何百万もの人々を危険にさらすことになるため、要求を呑むことはできないと拒否する。再び部下を殺されたアルカディは、監視カメラの映像からマイケルを特定し、マイケルの弱みを見つけるためにダニーとの関係を探り当て、彼女を人質にとることにする。場内放送を利用して、ダニーを部下たちが待つ8番通路へと呼び出すも、すんでのところでファイザルによってその場から助け出される。
トンプソン警視を介して、マイケルを捕らえるように警備の警察官たちに指示したが、失敗したのでアルカディは彼を処刑した。マイケル、ファイザル、そしてダニーは、スタジアムから脱出しようとするなかで、制御室の下に設置された大量のC4爆薬を発見し、マイケルはそれについてスティード警視総監に警告する。ダニーの脱出を何よりも優先するマイケルは、ディミトリの身柄をアルカディたちに発見されることを恐れるチョー捜査官たちと取引し、ダニーを一緒に脱出させることを条件にディミトリを連れ出すことに協力する。途中、マイケルはタチアナたちと遭遇し、バイクでスタジアム内を逃げ回りつつ戦い、なんとか振り切ることに成功する。最終的に観客席にてディミトリを発見し、ヘリコプターでの回収地点である屋根に向かう。監視カメラでマイケルの動向を見ていたアルカディはついに兄のディミトリの姿を捉える。彼を捕らえるために、部下を現場へと急行させる。一方、タチアナはファイザルと一緒であったダニーを見つけ、人質として連れ去る。銃撃戦を展開しつつ、マイケルは回収地点の屋根にあがるが、ダニーが連れ去られたことを知ると、ディミトリの引き渡しを拒む。あくまでもディミトリをアルカディには渡せないチョー捜査官はディミトリを射殺するように命令する。ディミトリの身柄がダニーとの交換に必要と知ったスティード警視総監は発砲を止めるも、ヘリに向かってアルカディの部下たちが撃ってきたことで、マイケルたちはその場を離れ作戦は中止となる。アルカディたちがダニーを脅した後、マイケルは彼女と引き換えにディミトリを引き渡すことに同意する。スティード警視総監はチョー捜査官の人々の生命を危険にさらす行為に怒り、彼を殴る。再び屋根で、今度はディミトリとダニーの交換が行われようとするところにヘリコプターが戻ってきて、次々とアルカディの部下たちを倒していくが、ディミトリとダニーは捕らえられてしまう。マイケルがタチアナと戦った後、2人ともスタジアムの高所から落下し、彼女はパイプによって致命傷を負う。マイケルはアルカディから爆薬のスイッチを奪うも、それが偽物であることが判明し、死ぬ直前のタチアナからもともと爆破を止めるつもりはなく、試合開始から90分で必ず爆発することを聞かされる。
制御室でディミトリと再会したアルカディは、ディミトリがダニーを撃って忠誠を証明したならば、カリスマ性のあるディミトリを筆頭に革命を再び始めやり遂げることを誓う。しかし、アルカディの狂気に満ちた考えによる新たな革命で故郷を破壊させたくないディミトリは自らの頭を撃ち抜く。一方で、残りわずか数分で、ファイザルは制御室の真下の観客席から観客を避難させる。大型ビジョンに映し出されるアルカディとダニーを見たマイケルが慌ててフィールドの向こうから制御室に向かって走るも、試合終了の時刻となり、爆弾が制御室もろとも観客席を爆発する。
しかし、マイケルが嘆くのもつかの間、破壊されずにフリーズしたままの大画面をより詳しく見ると、2つの時計の時差に気づく。試合終了の5分前に録画された映像であった。おそらく2人は生きていると確信したマイケルは、逃げ惑う群集が出口に向かって急いでいる中を、ダニーを探す。ダニーが叫び声を上げたのを聞き、アルカディに連れられその場を去ろうとしている現場を目撃すると、マイケルは銃を構えるが、アルカディはダニーの頭に銃口を突きつけた。マイケルは彼女に「頭を使う」ように声をかけると、後頭部でアルカディに頭突きをくらわせ、怯んだ瞬間にマイケルが射殺した。ダニーは心配していた母親の腕に飛び込み、再会を喜んだ。スティード警視総監はマイケルの勇気に感謝を示した。ようやくマイケル、ダニー、彼女の母親、そしてファイザル（爆風の近くにいたが、彼が以前に口論した年配の女性を救出したため、なんとか生き延びることができた）はスタジアムを去ることができたのだった。

## キャスト
※括弧内は日本語吹替。
- マイケル・ノックス: デイヴ・バウティスタ（楠大典）

アメリカ海軍特殊部隊の元軍人。現在は傭兵。
- ディミトリ・ベラフ: ピアース・ブロスナン（仲野裕） - 元革命家。指導者に相応しいカリスマ性に溢れる男。
- アルカディ・ベラフ: レイ・スティーヴンソン（黒澤剛史） - ディミトリの弟。テロリストのリーダー。冷徹な判断力を持つ。
- タチアナ: アレクサンドラ・ディヌ（英語版）（田村千恵）

武装グループの一人。
- ヴラド・イワノフ: マーティン・フォード

武装グループの一人。
- ダニー: ララ・ピーク（英語版）（中野さいま） - ノックスの戦友の娘。
- ファイザル・カーン: アミット・シャー（英語版） - 警備員。
- レイチェル: ルーシー・ガスケル（英語版）

ダニーの母親。
- スティード警視総監: ラルフ・ブラウン
- チョー捜査官: ジュリアン・チャン（英語版）（裕樹）
- レイノルズ警部: アーロン・マカスカー
- スティーブ・トンプソン警視: ビル・フェローズ
- ジョナサン・ピアース（英語版）: 本人（裕樹） - コメンテーター。

## 製作
本作は2016年2月に初めて発表された。The Lynch Brothersによる「フットボールスタジアムを舞台にした『ダイ・ハード』」と表された本作は、ハイランドフィルムグループの役員が2000万ドルの予算でSignature FilmsとThe Fyzz Facilityとともに制作し、ウェストハム・ユナイテッドFCの本拠地であるブーリン・グラウンドで撮影された。2016年7月、デイヴ・バウティスタとピアース・ブロスナンが主要な役を務めると発表された。出演はジュリアン・チャン、ラッセル・フィリップス、アレクサンドラ・ディヌで、スコット・マン監督の指揮のもと、スタジアムでの撮影は2016年8月8日に開始された。主な撮影自体は2016年8月15日に正式に開始された。

## 公開
2018年6月、予告編がSky Cinemaからリリースされ、映画本編が2018年9月7日にイギリスとアイルランドで公開されると発表された。映画公開と同日にはスカイシネマのサブスクリプションテレビサービスでも映画は公開された。

## 批評
Rotten Tomatoesでは、33人の評論家のレビューに基づく映画の承認評価は70％で、平均評価は5.19 / 10。Metacriticでは、8人の批評家に基づく100のうち53の加重平均スコアを持ち、「混合または平均レビュー」を示している。
タイムアウト誌のアレックス・ゴドフリーはこの映画を称賛し、「この映画は、このタイプの映画が持つそうであるべきという考えよりも、よりウィットに富み、暖かく、予測不可能である」と語った。ロサンゼルス・タイムズのケビン・クラストは、「登場人物たちは十分に肉付けされ、よく知られている映画のタイプでもある。また、彼らはすべての感情面やコメディチックな面にヒットするぐらいよく演技している。戦闘シーンやスタント、特にスタジアム全体で巧みに振り付けられたオートバイの追跡、そして明らかなCGIを使用していないということが、必要十分なスリルをもたらしている。」としている。
スラント・マガジンのパット・ブラウンは映画を批判し、「デイヴ・バウティスタ主演のアクション映画『ファイナル・スコア』が『ダイ・ハード』の模造品の1つであるということを認めるのは面倒かもしれないが、まるでこの映画が選択肢の1つを与えるということではない。ジョン・マクティアナン監督による古典から頂戴した、絶え間ないシーンを次々とささげているのだ。」としている。